# Karambit
El karambit (también kerambit, korambit o cola de camarón) es un cuchillo que se halla entre las culturas de Indonesia, Malasia y las Filipinas. En todas estas culturas posiblemente haya sido usado como una herramienta agrícola así también como arma. Se dice que la forma del karambit está relacionada con sus creencias animistas sobre el poder de los tigres, y por eso el karambit tiene la forma de la garra de tigre. De hecho, hay una versión sin hoja de esta arma que está hecha solo de madera y tiene una clara forma de garra.
El karambit se caracteriza por tener una hoja curva afilada, usualmente de doble filo, la cual, cuando el cuchillo es sostenido correctamente, se extiende por debajo de la mano, con la punta de la hoja hacia adelante. En el sudeste de Asia los karambits se encuentran con una variedad de longitudes de hoja y también con o sin el anillo de retención del dedo índice al final del lado opuesto de la hoja. Sin embargo, además de ser sostenido con la hoja hacia adelante y extendiéndose por debajo del puño, también puede ser sostenido con la hoja hacia adelante extendiéndose por encima de la mano.
El karambit ha llamado la atención de Occidente recientemente como arma de algunas artes marciales (como el kali filipino). La mayoría de los karambits producidos en occidente para ser usados como arma están basados en una variedad filipina pequeña, la cual tiene por características una hoja corta y el anillo para el dedo índice. Ambos modelos de karambits, los de hoja fija o plegable (generalmente afilados de un solo lado) son producidos por varios fabricantes, incluyendo Emerson Knives, Cutters Knife and Tool Bengal, y Strider Knives.

## Usado en artes marciales modernas
Generalmente, el karambit filipino ha encontrado aceptación entre algunos artistas marciales de occidente debido a que se cree que la biomecánica del arma permite hacer cortes más poderosos, particularmente contra los miembros y articulaciones de un atacante, a pesar de su corta hoja; asimismo, porque el anillo del dedo índice lo convierte en muy difícil de desarmar; y, finalmente, porque es de mayor precisión comparado con un cuchillo recto.

## Cuchillo táctico de combate
El karambit es un cuchillo táctico por excelencia. A pesar de su formato establecido, se destaca una propiedad muy importante: su poder de ataque y defensa.
Existen cuchillos tácticos con similares características que infieren en el enemigo graves heridas, incluso mortales. Otros cuchillos tienen un leve descenso en su curvatura de corte, lo que permite el paso del dedo índice en su cuerpo e infieren laceraciones y cortes de alto grado en su inserción. Cabe destacar que todo cuchillo de gran penetración causa cortes en ligaduras y tendones, lacerando zonas expuestas con consecuencias potencialmente mortales. El karambit se encuentra dentro del grupo de los cuchillos tácticos de defensa.
Cabe aclarar que portar un karambit implica estar consciente del potencial peligro que puede representar utilizar este mismo en un combate aun siendo en un ambiente que se considere controlado, si se piensa llevar por defensa personal puede resultar en problemas legales consecuentes de las lesiones graves, daños permanentes, desangrado o fallecimiento del atacante. 
- Datos: Q286374
- Multimedia: Karambit / Q286374